# ヒレナマズ
ヒレナマズ（Clarias fuscus）は、ナマズ目ヒレナマズ科の魚類の一種。

## 分布
中国、ラオス、ベトナムを原産地とする。日本（沖縄本島、石垣島）やハワイに外来種として移入分布する。

## 形態
体長30cm。前鼻孔部に1対、上顎に1対、下顎に2対のヒゲがある。体は細長く、下に向いた口はやや大きい。背鰭と臀鰭の基底部が極めて長く、丸い後縁が尾鰭に達する。胸鰭第1鰭条はとげ状になる。脂鰭はなく、尾鰭後端は丸い。体色は緑褐色になる。

## 生態
河川の下流域や水田などに生息する。雑食性で、小魚や昆虫などを食べる。横穴を掘り、10000-15000個の卵を産む。空気呼吸を行い、低酸素域でも活動できるほか、陸上に上がって移動することもできるとされる。

## 利用
中華料理などで食材とされるほか、日本ではニホンウナギの代用候補となっている。岡山市の企業が完全養殖技術を開発した。